# Huấn luyện viên xuất sắc nhất J.League
Huấn luyện viên xuất sắc nhất J. League là một giải thưởng thường niên dành cho một huấn luyện viên được trao bởi J. League dựa trên thành tích trong mùa giải. Người đoạt giải không nhất thiết phải là huấn luyện viên của đội vô địch, mặc dù trong bảy năm qua là như vậy.
| Năm  | Huấn luyện viên     | Câu lạc bộ           | Quốc tịch |
| ---- | ------------------- | -------------------- | --------- |
| 1993 | Yasutaro Matsuki    | Verdy Kawasaki       | Nhật Bản  |
| 1994 | Yasutaro Matsuki    | Verdy Kawasaki       | Nhật Bản  |
| 1995 | Arsène Wenger       | Nagoya Grampus Eight | Pháp      |
| 1996 | Nicanor             | Kashiwa Reysol       | Brasil    |
| 1997 | João Carlos         | Kashima Antlers      | Brasil    |
| 1998 | Osvaldo Ardiles     | Shimizu S-Pulse      | Argentina |
| 1999 | Steve Perryman      | Shimizu S-Pulse      | Anh       |
| 2000 | Akira Nishino       | Kashiwa Reysol       | Nhật Bản  |
| 2001 | Masakazu Suzuki     | Júbilo Iwata         | Nhật Bản  |
| 2002 | Masakazu Suzuki     | Júbilo Iwata         | Nhật Bản  |
| 2003 | Takeshi Okada       | Yokohama F. Marinos  | Nhật Bản  |
| 2004 | Takeshi Okada       | Yokohama F. Marinos  | Nhật Bản  |
| 2005 | Akira Nishino       | Gamba Osaka          | Nhật Bản  |
| 2006 | Guido Buchwald      | Urawa Red Diamonds   | Đức       |
| 2007 | Oswaldo de Oliveira | Kashima Antlers      | Brasil    |
| 2008 | Oswaldo de Oliveira | Kashima Antlers      | Brasil    |
| 2009 | Oswaldo de Oliveira | Kashima Antlers      | Brasil    |
| 2010 | Dragan Stojković    | Nagoya Grampus       | Serbia    |
| 2011 | Nelsinho Baptista   | Kashiwa Reysol       | Brasil    |
| 2012 | Hajime Moriyasu     | Sanfrecce Hiroshima  | Nhật Bản  |
| 2013 | Hajime Moriyasu     | Sanfrecce Hiroshima  | Nhật Bản  |
| 2014 | Kenta Hasegawa      | Gamba Osaka          | Nhật Bản  |

## Theo câu lạc bộ
| # | Câu lạc bộ          | Số người giành giải |
| - | ------------------- | ------------------- |
| 1 | Kashima Antlers     | 4                   |
| 2 | Kashiwa Reysol      | 3                   |
| 3 | Júbilo Iwata        | 2                   |
| 3 | Shimizu S-Pulse     | 2                   |
| 3 | Tokyo Verdy         | 2                   |
| 3 | Yokohama F. Marinos | 2                   |
| 3 | Nagoya Grampus      | 2                   |
| 3 | Gamba Osaka         | 2                   |
| 9 | Urawa Red Diamonds  | 1                   |
| 9 | Sanfrecce Hiroshima | 1                   |